# Bassam Tibi
Bassam Tibi (بسام طيبي) (Damasco, 4 de Abril de 1944) é um cientista político sírio, naturalizado alemão. Vive na Alemanha desde 1962 e, desde 1973,  é professor de Relações Internacionais da Universidade de Göttingen.
Na academia, é conhecido pela introdução do Islã no estudo dos conflitos internacionais e pela criação dos conceitos de Leitkultur europeia e de Euroislam, considerando a integração dos imigrantes muçulmanos na Europa. Tibi é também o fundador da Islamologia, o estudo social do Islã, no campo das ciências sociais,  e conflito na política pós-bipolar. Tibi atuou como pesquisador em países da Ásia e da África. Tem trabalhos publicados em inglês, alemão e árabe.
Bassam Tibi é co-fundador da "Organização Árabe para os Direitos Humanos (em alemão: Arabische Organisation für Menschenrechte, em árabe: المنظمة  العربية  لحقوق  الانسان' (al-munazzama al-'arabiya li-huquq al-insan). É também um promotor do "Diálogo Islamo-Judaico" e um dos promotores do "Triálogo de Córdoba" para a comunicação judaico-islamo-cristã.
Nascido numa tradicional família de acadêmicos damascenos (Banu al-Tibi), Bassam Tibi é um muçulmano sunita. Estudou Ciências Sociais, Filosofia e História na Universidade de Frankfurt, onde ele se doutorou em 1971. Fez a habilitação (Habilitierung) em 1981 na Universidade de Hamburgo.
Para além de Professor na Universidade de Göttingen, Tibi foi professor visitante e associado de pesquisa na Universidade de Harvard (1982-1993) e Bosch Visiting Professor de 1998 até 2000. Na primavera de 2003 ele foi professor convidado de Estudos Islâmicos na Universidade de São Galo, na Suíça, e é desde Outono de 2003 Professor convidado na Universidade Islâmica de Jacarta, na Indonésia.
Entre 1986 e 1988 deteve várias posições como professor visitante em coordenação com o DAAD, várias posições em África e Ásia, entre outras em Cartum, no Sudão e em Yaoundé nos Camarões.
Teve também uma fellowship em Harvard e outras em Princeton e Ann Arbor, (Michigan) bem como no Rockefeller Center, em Bellagio (Itália). De 1989 a 1993  foi membro do "Projecto do Fundamentalismo" da "American Academy of Arts and Sciences".
Presentemente ele é membro do projecto "Culture Matters" na Harvard Academy for International Studies, e da Fletcher School na Universidade Tufts. Bassam Tibi foi professor visitante da Universidade da Califórnia na Universidade de Berkeley em 1994. Entre 1995 e 1998 professor visitante na Bilkent Universität em Ancara.
Em 1995, recebeu o prémio alemão Bundesverdienstkreuz e, em 1997, foi votado homem do ano pelo "Instituto biográfico americano". Bassam Tibi recebeu em 2003, juntamente com o professor judeu Michael Wolffsohn o prémio anual da Stiftung für Abendländische Besinnung (Fundação para a Consciência Ocidental) de Zurique).
No seu livro, "O Novo Totalitarismo - Guerra Santa e Segurança Ocidental" (Der neue Totalitarismus - Heiliger Krieg und westliche Sicherheit), editado em alemão em 2004, Bassam Tibi separa as noções de Islã e de fundamentalismo islâmico, que considera como sendo um novo totalitarismo. Hannah Arendt referiu-se a dois totalitarismos: o comunismo de carácter estalinista e o nazi-fascismo. Para Tibi, o fundamentalismo islâmico seria o terceiro totalitarismo. O autor também critica o relativismo cultural pós-moderno e defende a constituição de uma base comum de valores ocidentais e valores islâmicos. Segundo ele, apenas uma moralidade universal e compartilhada, com base nos direitos humanos, seria capaz de fazer frente à nova onda de fundamentalismos que ameaça a segurança e a estabilidade do mundo.
Em The Challenge of Fundamentalism analisa as relações entre a civilização islâmica e a civilização ocidental, as quais, segundo ele, não seriam a priori conflituosas. O conflito decorreria não do confronto de civilizações, mas do choque entre duas ideologias fundamentalistas que se sobrepõem a essas civilizações. Segundo o autor seria possível melhorar a natureza das relações entre oriente e ocidente através de uma moralidade transcultural. Assim, para Bassam Tibi, o choque de civilizações entre o Ocidente e o Islã, conforme sugere Huntington, deriva do confronto entre essas duas ideologias de caráter universalizante, que se baseiam em diferentes visões acerca do homem e do mundo. Essas visões foram construídas historicamente, sendo a modernidade um conceito estritamente ocidental, cujas raízes estão no Renascimento e no Iluminismo, e cujo pressuposto é o Homem como centro do universo, e cujos corolários são a instrumentalização da natureza, o primado do indivíduo sobre o coletivo, a primazia da razão sobre a religião e secularização das instituições políticas. Em contrapartida, no Islã a coletividades é mais importante que o indivíduo, e Deus é o centro do universo, de modo que o laicismo das instituições e a preponderância dos direitos individuais sobre os coletivos carecem de sentido.

## Publicações
Em inglês
- Arab Nationalism: A Critical Enquiry. Trad. Marion Farouk-Sluglett and Peter Sluglett. New York: St. Martin's Press, 1981.
- The Crisis of Modern Islam: A Preindustrial Culture in the Scientific-Technological Age. Trad. Judith von Sivers. Salt Lake City: University of Utah Press, 1988.
- Arab Nationalism: A Critical Enquiry. Trad. Marion Farouk-Sluglett e Peter Sluglett. 2ª ed. New York: St. Martin's Press, 1990.
- Islam and the Cultural Accommodation of Social Change. Boulder, CO: Westview Press, 1990.
- "Conflict and War in the Middle East, 1967-91: Regional Dynamic and the Superpowers." Trad. Clare Krojzl. New York: St. Martin's Press, 1993.
- Arab Nationalism: Between Islam and the Nation-State. 3ª ed. New York: St. Martin's Press, 1996.
- The Challenge of Fundamentalism: Political Islam and the New World Disorder.  Berkeley: University of California Press, 1998; versão atualizada em  2002. ISBN 0-520-23690-4 Resumo do autor
- Islam between Culture and Politics. Houndmills, Basingstoke, Hampshire; New York Cambridge, Mass: Palgrave/ Weatherhead Center for International Affairs Harvard University, 2001.

Em alemão
- 1969: Die arabische Linke. Frankfurt am Main: Europäische Verlagsanstalt.
- 1971: Zum Nationalismus in der Dritten Welt - am arabischen Beispiel. Frankfurt am Main: Europäische Verlagsanstalt (dissertação apresentada à Universidade de Frankfurt). ISBN 3434400257
- 1973: Militär und Sozialismus in der Dritten Welt. Allgemeine Theorien und Regionalstudien über arabische Länder. Frankfurt am Main: Suhrkamp (tese apresentada à Universidade de Hamburgo). ISBN 3518106317
- 1979: Internationale Politik und Entwicklungsländer-Forschung. Materialien zu einer ideologiekritischen Entwicklungssoziologie. Frankfurt am Main: Suhrkamp. ISBN 3518109839
- 1981: Die Krise des modernen Islam. Eine vorindustrielle Kultur im wissenschaftlich-technischen Zeitalter. München: C. H. Beck. ISBN 3518284894
- 1985: Der Islam und das Problem der kulturellen Bewältigung sozialen Wandels. Frankfurt am Main: Suhrkamp. ISBN 3518281313
- 1987: Vom Gottesreich zum Nationalstaat. Islam und panarabischer Nationalismus Frankfurt am Main: Suhrkamp. ISBN 3518282506
- 1989: Konfliktregion Naher Osten. Regionale Eigendynamik und Großmachtinteressen. München: C. H. Beck. ISBN 3406353649
- 1992: Die fundamentalistische Herausforderung. Der Islam und die Weltpolitik. München: C. H. Beck. ISBN 3406340768
- 1992: Islamischer Fundamentalismus, moderne Wissenschaft und Technologie. Frankfurt am Main: Suhrkamp. ISBN 3518285904
- 1993: Die Verschwörung. Das Trauma arabischer Politik. Hamburg: Hoffmann und Campe. ISBN 345508477X
- 1994: Im Schatten Allahs. Der Islam und die Menschenrechte. München: Piper. ISBN 3492222854 (Taschenbuchausgabe bei Ullstein 2003)
- 1995: Krieg der Zivilisationen. Politik und Religion zwischen Vernunft und Fundamentalismus. Hamburg: Hoffmann und Campe. ISBN 3455110606 (erweiterte Taschenbuchausgabe bei Heyne 1998)
- 1995: Der religiöse Fundamentalismus im Übergang zum 21. Jahrhundert. Mannheim: BI-Taschenbuchverlag. ISBN 3411105011
- 1996: Der wahre Imam. Der Islam von Mohammed bis zur Gegenwart. München: Piper. ISBN 3492227139
- 1997: Pulverfaß Nahost. Eine arabische Perspektive. Stuttgart: Deutsche Verlagsanstalt. ISBN 3421050880
- 1997: Aufbruch am Bosporus. Die Türkei zwischen Europa und dem Islamismus. München: Diana. ISBN 3828450121
- 1998: Europa ohne Identität? Die Krise der multikulturellen Gesellschaft. München: Bertelsmann. ISBN 3570001695 (Neuausgaben 2000/2002 mit dem Untertitel: Leitkultur oder Wertebeliebigkeit)
- 1999: Die neue Weltunordnung. Westliche Dominanz und islamischer Fundamentalismus. Berlin: Propyläen. ISBN 3549057881 (Übersetzung von: The Challenge of Fundamentalism, University of California Press, 1998)
- 1999: Kreuzzug und Djihad. Der Islam und die westliche Welt. München: Bertelsmann. ISBN 3570003809.
- 2000: Der Islam und Deutschland. Muslime in Deutschland. Stuttgart: Deutsche Verlagsanstalt. ISBN 3421053855
- 2000: Fundamentalismus im Islam. Eine Gefahr für den Weltfrieden? Darmstadt: Primus. ISBN 3896781634
- 2001: Einladung in die islamische Geschichte. Darmstadt: Wissenschaftliche Buchgesellschaft. ISBN 3896784099
- 2002: Islamische Zuwanderung. Die gescheiterte Integration. Stuttgart: Deutsche Verlagsanstalt. ISBN 3421056331
- 2004: Der neue Totalitarismus. Heiliger Krieg und westliche Sicherheit. Darmstadt: Primus. ISBN 3896784943
- 2005: Mit dem Kopftuch nach Europa? Die Türkei auf dem Weg in die Europäische Union. Darmstadt: Primus. 2. Auflage 2007, ISBN 3896785370
- 2008: Die islamische Herausforderung. Religion und Politik im Europa des 21. Jahrhunderts. Darmstadt: Primus. 3. Auflage, ISBN 3-534-22034-X